# Paul M. Lloyd
Paul M. Lloyd (* 15. September 1929 in Rochester, New York; † 6. Dezember 2007) war ein US-amerikanischer Romanist, Hispanist und Linguist.

## Leben und Werk
Lloyd studierte am  Oberlin College und an der Brown University. Er promovierte 1960 an der University of California in Berkeley bei  Yakov Malkiel mit der Arbeit A Linguistic Analysis of Old Spanish Occupational Terms. Von 1961 bis 1999 lehrte er an der University of Pennsylvania, zuerst als Assistant Professor, ab 1967 als Associate Professor und ab 1970 als Professor.

## Veröffentlichungen (Auswahl)
- Verb-Complement Compounds in Spanish. Tübingen 1968 (= Beihefte zur Zeitschrift für romanische Philologie. Band 116).
- mit Frederick Courtney Tarr und Augusto Centeno: A graded Spanish review grammar with composition. 2. Auflage. New York 1973; 3. Auflage, Englewood Cliffs 1991.
- From Latin to Spanish. 1. Historical Phonology and Morphology of the Spanish Language. Philadelphia, PA 1987 (spanisch: Del latín al español. I. Fonología y morfología históricas de la lengua española,  Madrid 1993, 2003).